# Castell de Puimanyons
El Castell de Puimanyons està situat al cim del turó on es dreça el poble de Puimanyons, pertanyent a la Pobla de Segur. És al costat mateix de l'església romànica de Sant Cristòfol. El castell havia rebut el nom de castell de Matamoros.

## Història
Documentat al segle XI, se'l cita al costat dels castells de Reguard, Torralla, Tendrui i Erill. El 1718 el poble de Puigmanyons tenia 13 cases i 45 habitants. Al segle XIX Puigmanyons era un poble amb cinc cases i més de 150 jornals de regadiu on es feia blat, vi, llegums, patates i hortalisses. El 1970 tenia onze habitants. El 2000 només hi restava una casa.

## Descripció
La presència i el record d'aquest castell ha perdurat en el nom del casalot que corona el poble de Puimanyons, anomenat, precisament, lo Castell, així com en algunes restes situades a la part baixa de les parets del casalot, actualment en ruïnes, i, principalment, en el doble celler amb volta de canó que es conserva, i molt bé, a la part baixa del casal.